# Lotrščaktornet
Lotrščaktornet (kroatiska: Kula Lotrščak, uttal: [kǔːla lotrʃtʃâːk]) är ett kulturmärkt torn i Zagreb i Kroatien. Det uppfördes på 1200-talet och är beläget i Gradec (även kallat Grič) som är en del av Övre staden och Zagrebs historiska stadskärna. I Lotrščaktornet finns en souvenirbutik, ett galleri och Gričkanonen. Sedan den 1 januari 1877 avfyras en kanonsalut varje dag vid klockan tolv från Gričkanonen. Tornet och kanonavfyrningen är en av Zagrebs turistattraktioner.

## Historik
Åren 1242–1266 befästes den dåtida staden Gradec (idag en stadsdel) med stadsmur och stadsportar. Lotrščaktornet uppfördes som en del av försvarsverket med syfte att skydda den södra Dverce-stadsporten. När Strossmayers promenadstråk år 1812 anlades revs den södra stadsporten medan Lotrščaktornet bevarades.
Tornets namn är spunnet från latinets "campana latrunculorum" (tjuvarnas klocka) som åsyftar den klocka som tidigare var placerad i tornet och som fram till år 1646 ringde för att signalera allmänheten om stadsportarnas stängning. Tillsammans med Stenporten och Prästtornet är Lotrščaktornet en av de bäst bevarade delarna av Gradecs tidigare försvarsverk.
I slutet av 1500-talet avtog det osmanska hotet och Gradecs försvarsverk förlorade sitt ursprungliga syfte att skydda stadens invånare från en yttre attack. Det ledde till att Lotrščaktornet fick andra användningsområden. Redan i slutet av 1600-talet användes det som varulager och på 1800-talet var ett kafé under en kort period inrymt i byggnaden.

## Arkitektur
Lotrščaktornets ursprungliga utseende är inte känt. Enligt äldre ritningar hade det bara två våningar med två fönster på vardera våning. Dess huvudingång på markplan fanns vid tornets norra sida och en utvändig trappa ledde till tornets första våning.
Lotrščaktornets nuvarande utseende härstammar från renoverings- och tillbyggnadsarbeten på 1800-talet som utfördes under ledning av arkitekten Kuno Waidmann. Tornet är totalt 30 meter högt varav den nedre delen av byggnadskroppen är 19 meter, taket 5 meter och kupolen 6 meter. Väggarna är som mest 195 centimeter tjocka. Den senare tillkomna fjärde våningen är uppförd med murtegel och har betydligt tunnare väggar än tornets nedre delar. Tornet bär stildrag från barocken och romaniken.   